# Lijst van oorlogsmonumenten in Krimpen aan den IJssel
De Nederlandse gemeente Krimpen aan den IJssel heeft 6 oorlogsmonumenten. Hieronder een overzicht.
| Nr.                             | Object | Herdachte groep                                       | Ontwerper       | Onthulling | Type                    | Locatie                                               | Plaats                 | Coördinaten                   | Foto |
| ------------------------------- | --- | ----------------------------------------------------- | --------------- | ---------- | ----------------------- | ----------------------------------------------------- | ---------------------- | ----------------------------- | --- |
| Dit oorlogsmonument op Wikidata | Monument 50 jaar bevrijding                                                                                               |                                                       | Sjaak van Rhijn |            | beeld/sculptuur         | IJsseldijk 144, Algemene begraafplaats                | Krimpen aan den IJssel | 51° 55' 28" NB, 4° 36' 28" OL | Monument 50 jaar bevrijding                                                                                               |
| Dit oorlogsmonument op Wikidata | Herdenkingsbank 60 jaar bevrijd                                                                                           | verzet                                                |                 | 2005       | beeld/sculptuur         | IJsseldijk 144, Algemene begraafplaats                | Krimpen aan den IJssel | 51° 55' 27" NB, 4° 36' 29" OL | Herdenkingsbank 60 jaar bevrijd                                                                                           |
| Dit oorlogsmonument op Wikidata | Oorlogsmonument Krimpen aan den IJssel (Ter eerbiedige nagedachtenis aan hen die ons door den oorlog 1940-1945 ontvielen) | algemeen                                              |                 |            | plaquette               | IJsseldijk 144, Algemene begraafplaats                | Krimpen aan den IJssel | 51° 55' 28" NB, 4° 36' 28" OL | Oorlogsmonument Krimpen aan den IJssel (Ter eerbiedige nagedachtenis aan hen die ons door den oorlog 1940-1945 ontvielen) |
| Dit oorlogsmonument op Wikidata | Oorlogsgraven:Gerrit de Vries, Jan Mourik, Jan Buijs, Johannes Nobel                                                      | militairen in dienst van het Ned. Kon.1940-1945       |                 |            | collectief grafmonument | IJsseldijk 144, Algemene begraafplaats                | Krimpen aan den IJssel | 51° 55' 28" NB, 4° 36' 29" OL | Oorlogsgraven:Gerrit de Vries, Jan Mourik, Jan Buijs, Johannes Nobel                                                      |
| Dit oorlogsmonument op Wikidata | Oorlogsgraf Jan Pieter Klomp                                                                                              | militairen in dienst van het Ned. Kon.1940-1945       |                 |            | grafmonument            | IJsseldijk 144, Algemene begraafplaats                | Krimpen aan den IJssel | 51° 55' 28" NB, 4° 36' 29" OL | Oorlogsgraf Jan Pieter Klomp                                                                                              |
| Dit oorlogsmonument op Wikidata | Stolpersteine | Joodse oorlogsslachtoffers uit Krimpen aan den IJssel | Gunter Demnig   |            | reliëf                  | Zie Lijst van Stolpersteine in Krimpen aan den IJssel | Krimpen aan den IJssel |                               | Meer afbeeldingen |

Alblasserdam ·
Albrandswaard ·
Alphen aan den Rijn ·
Barendrecht ·
Bodegraven-Reeuwijk ·
Capelle aan den IJssel ·
Delft ·
Den Haag ·
Dordrecht ·
Goeree-Overflakkee ·
Gorinchem ·
Gouda ·
Hardinxveld-Giessendam ·
Hendrik-Ido-Ambacht ·
Hillegom ·
Hoeksche Waard ·
Kaag en Braassem ·
Katwijk ·
Krimpen aan den IJssel ·
Krimpenerwaard ·
Lansingerland ·
Leiden ·
Leiderdorp ·
Leidschendam-Voorburg ·
Lisse ·
Maassluis ·
Midden-Delfland ·
Molenlanden ·
Nieuwkoop ·
Nissewaard ·
Noordwijk ·
Oegstgeest ·
Papendrecht ·
Pijnacker-Nootdorp ·
Ridderkerk ·
Rijswijk ·
Rotterdam ·
Schiedam ·
Sliedrecht ·
Teylingen ·
Vlaardingen ·
Voorne aan Zee ·
Voorschoten ·
Waddinxveen ·
Wassenaar ·
Westland ·
Zoetermeer ·
Zoeterwoude ·
Zuidplas ·
Zwijndrecht